# Carl Gustaf Spens (1682–1751)
Carl Gustaf Spens, född 24 juni 1682, död 16 januari 1751 i Stockholm, var en svensk greve, ämbetsman och militär.

## Biografi
Carl Gustaf Spens föddes 1682. Han var son till generalen Jakob Spens och Beata Bonde. Spens studerade vid Uppsala universitet, Leidens universitet och Utrechts universitet. Han blev 1700 volontär vid Livregementet till häst och i april samma år blev han adjutant vid regementet. Spens fortsatte att avancera och blev 29 september 1704 kornett, 4 juni 1701 löjtnant och 29 december 1703 ryttmästare. Han tog avsked från tjänsten 22 december 1707 och blev 1708 kammarherre hos hertiginnan av Holstein-Gottorp Fredrika Amalia av Danmark, samt tillika anförtrodd att handleda hennes son hertigen i dess uppfostran. Spens blev 8 juni 1716 hovjägmästare, 29 maj 1719 hovmarskalk och var från 1721 till 1733 överjägmästare på Öland. Han föreslogs 1739 till riksråd, men undanbad sig det ämbete och utnämndes 26 september 1748 till RSO. Spens blev sendan överhovjägmästare. Han avled 1751 i Stockholm och begravdes i Floda kyrka.

### Egendom
Spens ägde Höja i Gryts socken, Ökna i Floda socken, Skiringe och Grensholmen i Vånga socken.

### Familj
Spens gifte sig första gången 27 januari 1710 i Stockholm med grevinnan Beata Oxenstierna af Croneborg (1687–1735), dotter av guvernören Gabriel Oxenstierna af Croneborg och Elsa Barbro Sparre. De fick tillsammans barnen kammarherren Jakob Spens (1710–1755), översten Gabriel Spens (1712–1781), en dotter (död 1714), Ulrika Beata Spens (1716–1718), en son (död 1718), landshövdingen Fredrik Gustaf Spens (1721–1795) och korpralen Carl Gustaf Spens (1726–1745) vid Livregementet till häst.
Spens gifte sig andra gången 22 november 1736 med Beata Jacquetta Ribbing (1692–1760), dotter av lagmannen Sven Ribbing och Sigrid Beata Fleming. Beata Jacquetta Ribbing var änka efter presidenten Carl Hans Wachtmesiter af Björkö.